# Emersacker
Emersacker là một đô thị tại huyện Augsburg bang Bayern nước Đức. Đô thị Emersacker có diện tích 11,77 km², dân số thời điểm ngày 31 tháng 12 năm 2006 là 1422 người.